# Douglas (football, 1984)
Pour les articles homonymes, voir Douglas.
Douglas da Silva, plus communément appelé Douglas, est un footballeur brésilien né le 7 mars 1984 à Florianópolis. Il évolue au poste de défenseur central.

## Palmarès
Championnat d'Israël
- 2012

 Coupe d'Israël
- 2012

 Championnat d'Autriche
- 2012

 Coupe d'Autriche
- 2012

 Championnat de Rio de Janeiro
- 2015